# العلاقات الألبانية الليتوانية
العلاقات الألبانية الليتوانية هي العلاقات الثنائية التي تجمع بين ألبانيا وليتوانيا.

## مقارنة بين البلدين
هذه مقارنة عامة ومرجعية للدولتين:
| وجه المقارنة                                              | ألبانيا                                                    | ليتوانيا                                                    |
| --------------------------------------------------------- | ---------------------------------------------------------- | ----------------------------------------------------------- |
| المساحة (كم2)                                             | 28.75 ألف                                                  | 65.30 ألف                                                   |
| عدد السكان (نسمة)                                         | 3.02 مليون                                                 | 2.79 مليون                                                  |
| الكثافة السكانية (ن./كم²)                                 | 105.04                                                     | 42.73                                                       |
| العاصمة                                                   | تيرانا                                                     | فيلنيوس، كاوناس                                             |
| اللغة الرسمية                                             | اللغة الألبانية                                            | اللغة الليتوانية                                            |
| العملة                                                    | ليك ألباني                                                 | ليتاس ليتواني، يورو                                         |
| الناتج المحلي الإجمالي (بليون دولار)                      | 13.04 مليار                                                | 47.17 مليار                                                 |
| الناتج المحلي الإجمالي (تعادل القوة الشرائية) بليون دولار | 33.17 مليار                                                | 84.06 مليار                                                 |
| الناتج المحلي الإجمالي الاسمي للفرد دولار أمريكي          | 3.94 ألف                                                   | 14.15 ألف                                                   |
| الناتج المحلي الإجمالي للفرد دولار أمريكي                 | 11.11 ألف                                                  | 27.69 ألف                                                   |
| مؤشر التنمية البشرية                                      | 0.764                                                      | 0.839                                                       |
| رمز المكالمات الدولي                                      | +355                                                       | +370                                                        |
| رمز الإنترنت                                              | .al                                                        | .lt                                                         |
| المنطقة الزمنية                                           | توقيت وسط أوروبا، ت ع م+01:00، ت ع م+02:00، أوروبا/تيرانا ‏ | ت ع م+02:00، ت ع م+03:00، أوروبا/فيلنيوس ‏، توقيت شرق أوروبا |

## مدن متوأمة
في ما يلي قائمة باتفاقيات التوأمة بين مدن ألبانية وليتوانية:
- ترتبط تيرانا مع فيلنيوس باتفاقية توأمة.

## منظمات دولية مشتركة
يشترك البلدان في عضوية مجموعة من المنظمات الدولية، منها:
| علم المنظمة | اسم المنظمة                               | تاريخ انضمام ألبانيا | تاريخ انضمام ليتوانيا |
| ----------- | ----------------------------------------- | -------------------- | --------------------- |
|             | منظمة التجارة العالمية                    | ?                    | ?                     |
|             | الأمم المتحدة                             | 14 ديسمبر 1955       | 17 سبتمبر 1991        |
|             | حلف شمال الأطلسي                          | 1 أبريل 2009         | 29 مارس 2004          |
|             | الاتحاد الدولي للاتصالات                  | 2 يونيو 1922         | 1 يوليو 1923          |
|             | مجلس أوروبا                               | ?                    | ?                     |
|             | يونسكو                                    | 16 أكتوبر 1958       | 7 أكتوبر 1991         |
|             | المنظمة الأوروبية لسلامة الملاحة الجوية   | 2002                 | 2006                  |
|             | الاتحاد البريدي العالمي                   | ?                    | ?                     |
|             | مؤسسة التنمية الدولية                     | 15 أكتوبر 1991       | 23 سبتمبر 2011        |
|             | منظمة حظر الأسلحة الكيميائية              | ?                    | ?                     |
|             | وكالة ضمان الاستثمار متعدد الأطراف        | 15 أكتوبر 1991       | 8 يونيو 1993          |
|             | منظمة الشرطة الجنائية الدولية             | ?                    | ?                     |
|             | مؤسسة التمويل الدولية                     | 15 أكتوبر 1991       | 15 يناير 1993         |
|             | البنك الدولي للإنشاء والتعمير             | 15 أكتوبر 1991       | 6 يوليو 1992          |
|             | منظمة الأمن والتعاون في أوروبا            | 19 يونيو 1991        | 10 سبتمبر 1991        |
|             | المركز الدولي لتسوية المنازعات الاستشارية | 14 نوفمبر 1991       | 5 أغسطس 1992          |

## وصلات خارجية
- موقع وزارة الخارجية الألبانية
- موقع وزارة الخارجية الليتوانية